# Liberalism politic
Liberalismul politic reprezintă una dintre cele mai vechi doctrine politice, având o importanță fundamentală în istoria secolului al XX-lea.
În plan politic gândirea liberală se concentrează asupra libertăților individuale pornește de la drepturile personale, inițiativa privată și limitarea puterii statului.
Liberalismul respinge ideea "statului providențial" și acționează în vederea limitării implicării statale în favoarea creării unui climat favorabil exercitării drepturilor de către individ.
Liberalismul consideră mecanismele de piață drept singurele forme ce permit existența și evoluția unui stat modern capabil să asigure libertatea individuală.
Unul dintre principalii ideologi ai liberalismului, John Locke consideră că "menirea legilor este aceea de a veghea nu la pluralitatea doctrinelor sau veracitatea opiniilor ci la siguranța și securitatea comunității și ale bunurilor și integrității personale a fiecărui cetățean".